# Bolgheri
Bolgheri is een plaats (frazione) in de Italiaanse gemeente Castagneto Carducci.

## Herkomst plaatsnaam
De plaatsnaam verwijst naar de Bulgaren die hier verbleven ter ondersteuning van de Longobarden.

## Geschiedenis
De oudste schriftelijke vermelding dateert uit 1075: paus Gregorius VII stuurde aan de bisschop van Populonia een document en vermeldde hierin de plaats Bulgari Castrum.
In de 13e eeuw had de familie Della Gherardesca de macht in het plaatsje. In 1393 en 1496 werd Bolgheri door oorlogshandelingen verwoest. Het inwoneraantal bleef hierdoor gering en kwam tot medio 18e eeuw niet boven de 100. Dankzij drainage en bodemverbetering werd het gebied aantrekkelijker gemaakt en in 1835 woonden er al 635 inwoners. Een van de nieuwe inwoners was de nog jonge Giosuè Carducci, wiens familie hier in 1838 kwam wonen.
In de jaren 70 van de 20e eeuw werd Bolgheri op de kaart gezet als wijnbouwgebied door het Britse wijntijdschrift Decanter. De wijnbouw is tevens een van de belangrijkste economische activiteiten, met DOC-wijnen als de Sassicaia en de Bolgheri.

## Bezienswaardigheden
- Castello di Bolgheri: op 23 januari 1158 voor het eerst vermeld in documenten. Het kasteel kwam in de 13e eeuw in bezit van de familie Della Gherardesca.
- Chiesa di Sant’Antonio: een in 1686 gebouwde kerk buiten het centrum.
- Chiesa dei Santi Giacomo e Cristoforo: de enige kerk binnen het centrum.
- Chiesa di San Sebastiano.
- San Guido: oratorium en kerk uit 1703, gelegen aan de Via Aurelia.
- Torre di Donoratico: ruïnetoren van het Castello di Donoratico. In 1433 is de toren verwoest.
- Viale dei Cipressi: een weg van 5 kilometer lang, omzoomd door cipressen, van de Via Aurelia naar het centrum van Bolgheri.
- Woonhuis van de dichter Giosuè Carducci in het centrum.